# Amphiduros axialensis
Amphiduros axialensis är en ringmaskart som beskrevs av Blake och Hillbig 1990. Amphiduros axialensis ingår i släktet Amphiduros och familjen Hesionidae. Inga underarter finns listade i Catalogue of Life.